# 森岳志
森 岳志（もり たけし、12月17日 - ）は、日本の男性声優。青二プロダクション所属。埼玉県出身。

## 略歴
青二塾東京校(第23期生)卒業。

## 人物
音域はF2 - F4 - C5（裏声）。
趣味はストリートダンス。特技はイラストレーション。
資格・免許は普通自動車免許。

## 出演
太字はメインキャラクター。

### テレビアニメ
時期不明
- ちびまる子ちゃん（時期不明 - 、ドラマの犯人、ひろあきのお父さん〈3代目〉、警官、お巡りさん、やきいも屋）

2003年
- あたしンち（男子C）
- 爆転シュート ベイブレードGレボリューション（カメラマン）
- FIRESTORM

2004年
- 下級生2 〜瞳の中の少女たち〜（若者）
- DearS（テレビの八百屋さん、男子生徒、刺客）
- リングにかけろ1（若者、学生、セコンド、山田・山梨、門弟 他）

2005年
- AIR（兵）
- SHUFFLE!（客）
- 好きなものは好きだからしょうがない!!（生徒B）
- SoltyRei（2005年 - 2006年、リゼンブル救助隊A、研究員D、襲撃班・男性B、追討陣、未登録市民B）
- ONE PIECE（2005年 - 2009年、船員、島民、ゾンビ、海賊、トビウオライダー、賞金稼ぎ、モンキーズ、スタッフ、マントの部下、ホーキンスの部下）

2006年
- 怪 〜ayakashi〜（男B、兵隊）
- おとぎ銃士 赤ずきん（村人）
- ガイキング LEGEND OF DAIKU-MARYU（配下）
- 神様家族（男子生徒 他）
- 金色のコルダ〜primo passo〜（2006年 - 2007年、オーケストラ部部員、生徒）
- くじびき♥アンバランス（生徒）
- 地獄少女 二籠（俊の友達）
- 009-1（管理スタッフ、職員）
- 奏光のストレイン（2006年 - 2007年、教官、男子生徒、訓練生、オペレーター、科学者）
- DEATH NOTE（学生）
- 出ましたっ!パワパフガールズZ（男子生徒）
- マージナルプリンス〜月桂樹の王子達〜（貴族）
- 夢使い（男性事務員）

2007年
- ゲゲゲの鬼太郎（第5作）（2007年 - 2009年、川野、声、SP、魑魅魍魎、家鳴り、社員、モンスター）
- シャイニング・ティアーズ・クロス・ウィンド（ゴブリン）
- 電脳コイル（少年C）
- 祝!(ハピ☆ラキ)ビックリマン（魔枯）
- レ・ミゼラブル 少女コゼット（警官、宿屋の主人 他）
- ロケットガール（オペレーターの声）

2008年
- ケロロ軍曹（参謀）
- ねぎぼうずのあさたろう（2008年 - 2009年、山賊、とうかん組、部下、ゴロツキ、子分、大工）

2009年
- ドラゴンボール改（フリーザの部下）

2010年
- 怪談レストラン（悪魔）

2012年
- 戦国コレクション（かかし）

2015年
- 俺物語!!（不良）
- ゴッドイーター（2015年 - 2016年、大森タツミ）

### 劇場アニメ
2005年
- ONE PIECE THE MOVIE オマツリ男爵と秘密の島（部下）

2006年
- ONE PIECE THE MOVIE カラクリ城のメカ巨兵（村人）

2007年
- ストレンヂア 無皇刃譚
- ONE PIECE エピソードオブアラバスタ 砂漠の王女と海賊たち

2008年
- ONE PIECE THE MOVIE エピソードオブチョッパー+ 冬に咲く、奇跡の桜

2009年
- 仏陀再誕－The REBIRTH of BUDDHA

2016年
- なぜ生きる 蓮如上人と吉崎炎上（男性同行）

### OVA
2004年
- サクラ大戦 ル・ヌーヴォー・巴里（観客たち）

2005年
- イリヤの空、UFOの夏（男子生徒、男性客）

### ゲーム
2004年
- 決戦III（本多忠勝、朝倉義景）

2005年
- テイルズ オブ レジェンディア
- マイホームをつくろう2!匠（桂木由彦）

2006年
- エースコンバット・ゼロ ザ・ベルカン・ウォー
- 機動戦士ガンダム クライマックスU.C.（エゥーゴ士官A、ティターンズ兵B、クロスボーン士官B）
- CLANNAD -クラナド-
- THE ロボットつくろうぜっ! 激闘!ロボットファイト（嘉村ヒデ、門平シンジ）
- SIMPLE2500シリーズ Portable!! Vol.2 THE テニス
- スパルタン 〜古代ギリシャ英雄伝〜（Additional Voices）
- 戦国無双2 Empires（新武将〈智将〉）
- 対戦たっきゅう（石堂慶太、マッスル岡崎）
- メタルギアソリッド ポータブル・オプス（兵士、メンテナンスクルー）

2007年
- Another Century's Episode 3 THE FINAL
- テイルズ オブ ファンダム Vol.2（ならず者）
- NINJA GAIDEN Σ（通信兵）
- まほろばStories -Library of Fortune-
- メタルギアソリッド ポータブル・オプス+（兵士、メンテナンスクルー）

2008年
- ドラゴンボールDS（イノシシ男、ライオン男、ウサギ団A）
- drastic Killer
- 龍が如く 見参!

2009年
- FRAGILE 〜さよなら月の廃墟〜

2010年
- ゴッドイーター（神薙ユウ（主人公ボイス）、一般神機使い、大森タツミ、百田ゲン）
- ゴッドイーター バースト（神薙ユウ（主人公ボイス）、大森タツミ）
- ドラゴンボールDS2 突撃!レッドリボン軍（RRイノシシ男、RRライオン男）
- 北斗無双（リュウガ）

2011年
- オール仮面ライダー ライダージェネレーション（仮面ライダーストロンガー）
- スーパー戦隊バトル レンジャークロス（キレンジャー、カラッカラ）
- 戦場のヴァルキュリア3 -Unrecorded Chronicles-（イルマリ・ガソット、ザハール・アロンソ）

2012年
- 真・北斗無双（リュウガ、シーノ）

2013年
- 英雄伝説 閃の軌跡（ジョルジュ・ノーム）

2014年
- モンスター烈伝 オレカバトル（参謀エンリル）
- ゴッドイーター2 ANOTHER EPISODE 防衛班の帰還（大森タツミ）

2015年
- ゴッドイーター2 レイジバースト（大森タツミ）
- ゴッドイーター リザレクション（神薙ユウ（主人公ボイス）、大森タツミ）

2016年
- オール仮面ライダー ライダーレボリューション（仮面ライダーストロンガー）
- 仮面ライダー バトライド・ウォー創生（仮面ライダーストロンガー）

2017年
- 英雄伝説 閃の軌跡 III（ジョルジュ・ノーム）

2018年
- 英雄伝説 閃の軌跡IV -THE END OF SAGA-（銅のゲオルグ）

### 吹き替え
- ジェニーはティーン☆ロボット（転校生）
- ブルース・リー伝説（阿林）
- ホロコースト -アドルフ・ヒトラーの洗礼-

### ドラマCD
- めろ@ドラマCD まんすりぃ 萌音（江中一也）

### ナレーション
- いじめをノックアウト（NHK Eテレ） - ノックアウトくんの声（2代目）
- こたえてちょーだい! 「郁恵・井森のデリ×デリキッチン!」（フジテレビ）
- 30分でわかる!プライミーバル（NHK総合）
- 情報ライブ ミヤネ屋 「すぐに役立つ!暮らしのドリル」（よみうりテレビ）
- 青春リアル（NHK教育テレビ）
- ヨーロッパの歩き方（旅チャンネル）

### ラジオドラマ
- NHK-FMラジオドラマ 青春アドベンチャー『世界の終わりの魔法使い』（NHK-FM：2013年7月22日 - 26日、全5回[12]）